# باسكال فاهيروا
باسكال فاهيروا (بالفرنسية: Pascal Vahirua)‏ هو لاعب كرة قدم فرنسي في مركز نصف الجناح، ولد في 9 مارس 1966 في بابيتي في فرنسا. شارك مع منتخب فرنسا لكرة القدم. أما مع النوادي، فقد لعب مع نادي أتروميتوس ونادي أوكسير ونادي تور ونادي كاين.

## وصلات خارجية
- باسكال فاهيروا على موقع قاعدة بيانات كرة القدم.إي يو (الإنجليزية)
- باسكال فاهيروا على موقع ليكيب (الفرنسية)
- باسكال فاهيروا على موقع ناشيونال فوتبول تيمز (الإنجليزية)